# Sabine Land
Sabine Land er et landområde på øen Spitsbergen i arkipelaget Svalbard, ved den inderste del af Isfjorden.
Arealet udgør det tynde landområde mellem Isfjorden i vest og Storfjorden i øst, der forbinder den sydlige og nordlige Spitsbergen med hinanden. Mod vest ligger Bünsow Land.
Sabine Land er moderat kuperet, og når lidt over 1000 moh ved Langtunafjella. Mod syd er Nordenskiöld Land, og mod nord Olav V Land. Der er ingen bosættelser i området. Den vestlige del tilhører Sassen-Bünsow Land Nationalpark.
Det er opkaldt efter den irske astronom og geofysiker Edward Sabine (1788-1883).